# Rodrigue d'Aragon
Pour les articles homonymes, voir Aragon.
Cet article possède un paronyme, voir Roddy Darragon.
Rodrigue d'Aragon (1499-1512) était le fils de Lucrèce Borgia et d'Alphonse d'Aragon (1481-1500). Il était titré duc de Bisceglie et duc de Sermoneta. Il appartenait aux familles Trastamare (Aragon) et Borgia. Il était le petit-fils du Pape Alexandre VI et du roi Alphonse II de Naples (illégitimement).

## Biographie
Rodrigue d'Aragon est né dans la nuit du 31 octobre au 1er novembre 1499 à Rome, en Italie. Sa mère était la fameuse Lucrèce Borgia, fille du Pape Alexandre VI Borgia, aristocrate italienne. Son père était Alphonse d'Aragon, fils illégitime du roi Alphonse II de Naples. Il était issu du second mariage de sa mère (elle était divorcée de Giovanni Sforza). Il fut baptisé dans la Chapelle Sixtine par le cardinal Carafa sous le nom de Rodrigue d'après le nom de naissance de son grand-père le Pape en présence de plusieurs cardinaux et ambassadeurs. On lui donna François Borgia comme parrain. On raconte, à la suite du baptême de l'enfant, que Rodrigue qui était très calme se mit à pleurer dès qu'il fut dans les bras d'Orsini, un vieil ennemi de la famille Borgia, et ne s'arrêta que lorsqu'il fut placé dans les bras de sa mère Lucrèce.
L'année suivante, en 1500, le père du petit Rodrigue (on le surnommait ainsi), Alphonse d'Aragon, est tué par Michelotto Corella, le fidèle homme de main de son beau-frère, César Borgia. Sa mère, Lucrèce, doit se remarier pour la troisième fois avec Alphonse d'Este, Duc de Ferrare. Elle est obligée de laisser son fils (son seul enfant) à Rome avant de partir pour Ferrare en janvier 1502. C'est la dernière fois qu'elle le reverra. Elle confia Rodrigue, le nouveau petit duc de Bisceglie, à son parrain, François Borgia. Le Pape Alexandre VI confèra à son petit-fils le duché de Sermoneta. À la mort du Pape, en 1503, les ennemis de la famille Borgia enfermèrent Rodrigue et le reste de sa famille dans le Château Saint-Ange. Lucrèce, qui était à Ferrare, demanda que son fils puisse être élevé avec la famille d'Aragon, la famille du père de Rodrigue.
Jusqu'en 1506, le jeune Rodrigue fut élevé affectueusement par sa tante Sancha d'Aragon, épouse de Gioffre Borgia (frère cadet de Lucrèce) et sœur de son père Alphonse. À la mort de sa tante Sancha en 1506, Rodrigue continua son éducation avec Isabelle de Naples, duchesse de Milan et de Bari, demi-sœur de son père car elle était la fille légitime du roi Alphonse II de Naples. Sa mère, Lucrèce Borgia, maintenant duchesse de Ferrare, tenta à plusieurs reprises d'arranger des rencontres avec son fils mais ses plans ne se réalisèrent jamais. Le jeune Rodrigue d'Aragon qui était malade s'éteignit en août 1512, âgé seulement de 12 ans, à Bari, dans le royaume de Naples, sur les terres d'Isabelle de Naples qui l'avait élevé pendant trois ans. Lucrèce fut autorisée à rejoindre le duché de Bisceglie pour en prendre possession ainsi que les autres biens de son fils. Elle se retira pendant un mois au couvent de Saint Bernardino pour pleurer et prier pour Rodrigue. Lucrèce put prendre possession des biens de Rodrigue en 1518 seulement, un an avant sa propre mort.

## Liens familiaux

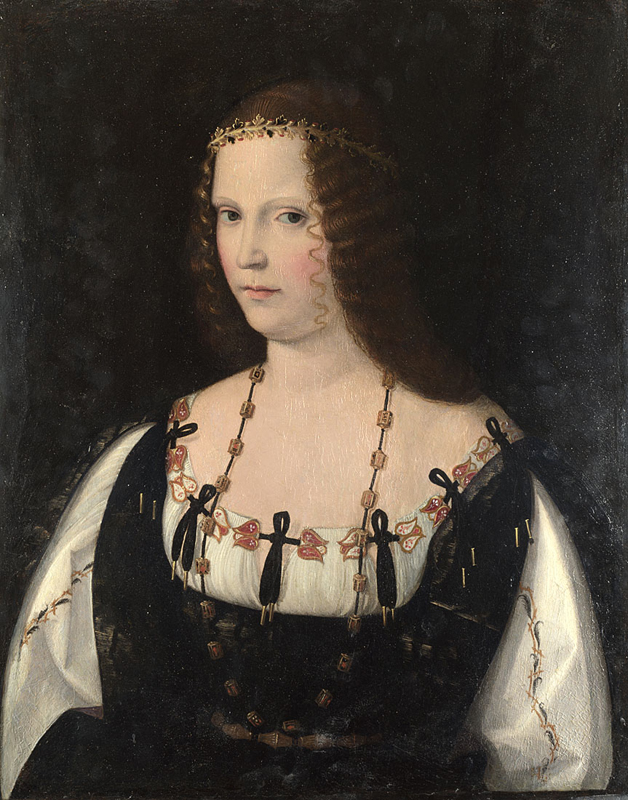
Lucrèce Borgia, mère de Rodrigue

- Liens maternels (Mère: Lucrèce Borgia)

Lucrèce Borgia était la fille du Pape Alexandre VI et de la riche propriétaire Vanozza Catanei. Elle était la sœur de César Borgia, de Juan Borgia et de Gioffre Borgia. Ses belles-sœurs étaient Charlotte d'Albret, Maria Enriquez de Luna et Sancha d'Aragon.

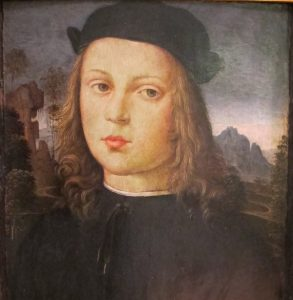
Alphonse d'Aragon, père de Rodrigue

- Liens paternels (Père: Alphonse d'Aragon)

Alphonse d'Aragon était le fils illégitime du roi de Naples Alphonse d'Aragon et de sa maîtresse Trogia Gazzela. Il était le frére de Sancha d'Aragon (qui se maria elle aussi au sein de la famille Borgia) et le demi-frère du roi Ferdinand II d'Aragon, et d'Isabelle de Naples (qui s'occupa de son fils). Il était lié à Charlotte d'Aragon-Naples qui fut promise à César Borgia.